# Victaphanta
Victaphanta é um género de gastrópode  da família Rhytididae.
Este género contém as seguintes espécies:
- Victaphanta atramentaria
- Victaphanta compacta
- Victaphanta lampra
- Victaphanta milligani